# パスタの流儀
『パスタの流儀』（パスタのりゅうぎ）は、花形怜原作、才谷ウメタロウ作画による日本の漫画。『週刊漫画TIMES』（芳文社）にて、2021年6月4日号（5月21日発売）から2023年1月27日号（1月13日発売）まで連載された。
『本日のバーガー』に続く花形原作、才谷作画によるグルメ漫画である。

## あらすじ
地域で人気のパスタ専門店「まほろば」の跡取り息子泰司は父の後を継いで世界一のパスタを作ると約束し、幼馴染の遥もまほろばで働く事を約束する。
しかし、父の他界後、店を継ぐこともままならず、遥は芸能界入り。一念発起した泰司は単身イタリアへ渡り、ナポリの名門店で修業を重ねる。
数年後、支店のシェフを任せられる腕前も向上した泰司に、師匠のファビオは「あらゆる客を喜ばせられるパスタを作れ」と課題を出す。課題をクリアした泰司ではあったが、ファビオからは泰司の姉弟子である優美が日本でオーナーシェフをしているレストラン「スタジオーネ」が閉店の危機にあるため、手助けしてほしいとの申し出がされる。

## 書誌情報
- 花形怜（原作）・才谷ウメタロウ（画）『パスタの流儀』芳文社〈芳文社コミックス〉、全5巻
  1. 2021年10月14日発売[2][3]、ISBN 978-4-8322-3867-1
  2. 2022年2月16日発売[3]、ISBN 978-4-8322-3896-1
  3. 2022年6月16日発売[3]、ISBN 978-4-8322-3923-4
  4. 2022年11月16日発売[3]、ISBN 978-4-8322-3955-5
  5. 2023年3月16日発売[3]、ISBN 978-4-8322-3979-1